# Udana
Udāna (devanāgarī: उदान) est un terme sanskrit qui désigne, dans la philosophie indienne et plus particulièrement dans le Yoga, le flux d'élévation, l'un des cinq souffles vitaux (prāṇās).